# Henrik Stangerup
Henrik Stangerup (* 1. September 1937 in Frederiksberg; † 4. Juli 1998 in Kopenhagen) war ein dänischer Schriftsteller.

## Leben
Seine Eltern waren der Literaturwissenschaftler und spätere Abgeordnete des Dänischen Parlaments, Hakon Stangerup (1908–1976), und die Schauspielerin Betty Söderberg. Seine Schwester war die Schriftstellerin Eva Helle Stangerup. Von 1956 bis 1960 absolvierte er ein Theologiestudium an der Universität Kopenhagen. Von 1960 bis 1964 war er Korrespondent bei Ekstra Bladet. Ab 1964 war er einige Jahre lang für Politiken tätig. Danach schrieb er noch für andere, verschiedene Tageszeitungen.
Er arbeitete als Romanautor, Journalist, Essayist und Filmregisseur. Kennzeichnend für sein Werk sind die internationale Orientierung und eine ablehnende Haltung gegenüber intellektuellem Konformismus jeder Art.
1981 erhielt Stangerup den dänischen Kritikerpreis für seinen Roman Vejen til Lagoa Santa, 1982 den „Prix Amalienburg“ für sein schriftstellerisches Gesamtwerk. 1986 wurde er mit dem Großen Preis der Dänischen Akademie ausgezeichnet.
Stangerup war von 1967 bis 1976 mit der Schauspielerin Lotte Tarp verheiratet. Aus dieser Ehe ging der Sohn Jacob Stangerup hervor, welcher als Künstler tätig ist. In zweiter Ehe war er von 1982 bis zu seinem Tod mit der Künstlerin Susanne Krage (* 1946) verheiratet. Die Ehe blieb kinderlos.
Henrik Stangerup starb im Alter von 60 Jahren. Er wurde auf dem Kalvehave-Friedhof beigesetzt.

## Literarische Werke
- Der Mann, der schuldig sein wollte. Hinstorff, Rostock 1976, 2. Auflage 1990, ISBN 3-356-00343-7.  Auf Dänisch Manden der ville være skyldig. Gyldendal, Kopenhagen 1973, ISBN 87-00-97121-9.